# Rigoberto Cisneros
Rigoberto Cisneros Dueñas (15 d'agost de 1953) és un exfutbolista mexicà.

## Selecció de Mèxic
Va formar part de l'equip mexicà a la Copa del Món de 1978.